# Youngsville (Carolina del Nord)
Youngsville és una població dels Estats Units a l'estat de Carolina del Nord. Segons el cens del 2000 tenia 651 habitants.

## Demografia
Segons el cens del 2000, Youngsville tenia 651 habitants, 251 habitatges i 175 famílies. La densitat de població era de 273,2 habitants per km².
Dels 251 habitatges en un 32,3% hi vivien nens de menys de 18 anys, en un 49% hi vivien parelles casades, en un 19,1% dones solteres, i en un 29,9% no eren unitats familiars. En el 25,1% dels habitatges hi vivien persones soles l'11,6% de les quals corresponia a persones de 65 anys o més que vivien soles. El nombre mitjà de persones vivint en cada habitatge era de 2,59 i el nombre mitjà de persones que vivien en cada família era de 3,07.
Per edats la població es repartia de la següent manera: un 26,1% tenia menys de 18 anys, un 7,5% entre 18 i 24, un 30,6% entre 25 i 44, un 23,2% de 45 a 60 i un 12,6% 65 anys o més.
L'edat mediana era de 36 anys. Per cada 100 dones de 18 o més anys hi havia 73 homes.
La renda mediana per habitatge era de 41.731 $ i la renda mediana per família de 46.750 $. Els homes tenien una renda mediana de 31.563 $ mentre que les dones 23.750 $. La renda per capita de la població era de 19.683 $. Entorn del 2,2% de les famílies i el 4,7% de la població estaven per davall del llindar de pobresa.

## Poblacions més properes
El següent diagrama mostra les poblacions més properes.